# Tigermobile
『Tigermobile』（タイガーモービル）は日本のロックバンド、THE HIGH-LOWSの2枚目のオリジナル・アルバム。1996年12月6日発売。発売元はキティ。

## 概要
前作「THE HIGH-LOWS」から14ヶ月振りのアルバム。シングル「ロッキンチェアー」と同時発売。「相談天国」・「ロッキンチェアー」・「Happy Go Lucky」・「月光陽光」を収録。キャッチフレーズは「爆走!!誰かヤツらをとめてくれ!!」。
初回生産分のみ「トラジャケ」仕様（トラ皮仕様ジャケット）。また封入特典として特製ロゴステッカーが付いている。

## 収録曲
| 全編曲: THE HIGH-LOWS。 |                                            |            |       |
| #                       | タイトル                                   | 作詞・作曲 | 時間  |
| 1.                      | 「俺軍、暁の出撃」                         | 真島昌利   | 2:48  |
| 2.                      | 「相談天国」                               | 真島昌利   | 4:03  |
| 3.                      | 「オレメカ」                               | 甲本ヒロト | 4:18  |
| 4.                      | 「アレアレ」                               | 甲本ヒロト | 5:49  |
| 5.                      | 「レッツゴーハワイ」                       | 真島昌利   | 4:42  |
| 6.                      | 「ロッキンチェアー」                       | 甲本ヒロト | 3:27  |
| 7.                      | 「Happy Go Lucky」                         | 真島昌利   | 3:07  |
| 8.                      | 「ヌゲヌゲ」                               | 甲本ヒロト | 4:03  |
| 9.                      | 「変身リベンジャースーパーファイトバック」 | 真島昌利   | 3:25  |
| 10.                     | 「ブンブン」                               | 甲本ヒロト | 3:00  |
| 11.                     | 「シェーン」                               | 甲本ヒロト | 4:03  |
| 12.                     | 「月光陽光」                               | 真島昌利   | 4:36  |
| 合計時間:               | 合計時間:                                  | 合計時間:  | 47:21 |

### 楽曲解説
「相談天国（アルバムバージョン）」
5thシングル。 仮題は「ハーン」。真島曰く「この曲は元々発表する気はなかった。」と語っている。
「オレメカ」
2008年、宮腰理がこの曲をカバーしたものがキヤノンEOS Kiss X2及びX3のCMに使われた。
「レッツゴーハワイ」
この曲を作詞・作曲した真島はグアム、サイパン、バリには行った事がない。
「ロッキンチェアー」
同時発売された6thシングル。ミュージックステーションに出演した際、全員が全身タイツにトナカイの被り物で踊っていた。
「Happy Go Lucky」
後に7thシングルとしてリカット。曲名は「行き当たりばったり」を意味する。
「ヌゲヌゲ」
ライブパフォーマンスとして甲本が服を脱ぐのが定番であった。
「変身リベンジャースーパーファイトバック」
イントロで「燃えよドラゴン」のテーマ曲（ラロ・シフリン作曲）がサンプリングして用いられている。
「ブンブン」
セックス・ピストルズを彷彿させるパンキッシュなギターが特徴の曲だが、甲本が「アルバムに収録する曲が足りなかったので、慌てて作った」という。「バームクーヘン」の「彼女はパンク」も同様。
「シェーン」
曲名の由来は同名の西部劇映画から。歌詞に劇中ラストの有名な台詞がサンプリングして使用されている。
「月光陽光」
後に8thシングルとしてリカット。

## 参加ミュージシャン
THE HIGH-LOWS
- 甲本ヒロト ：ボーカル、ブルースハープ
- 真島昌利：ギター、コーラス
- 調先人：ベース、コーラス
- 大島賢治：ドラムス、コーラス